# Говь-Сумбер
Говь-Сумбер (монг: Говь-Сүмбэр аймаг) – один з найменших аймаків Монголії, розташований у центральній частині країні на відстані 247 км від Улан-Батора. Складається з 3 сомонів. Аймак утворено у 1994 році. Центр аймаку – місто Чойр.

## Клімат
Клімат різко континентальний. Близько 80% земель придатні для тваринництва. Аймак розташовано в зоні степів на висоті 1000-1200 метрів над рівнем моря. Середній рівень опадів 200-250 мм в рік. Максимальна температура влітку + 37 градусів С, взимку – мінус 37 градусів С.

## Корисні копалини
Родовища бурого вугілля, нафти, олова, глини.

## Адміністративно- територіальний поділ
| №п/п | сомон     | Площа км кв | Населення | Центр     |
| 1    | Баянтал   | 916,06      | 851       | Баянтал   |
| 2    | Сумбер    | 3,6         | 7500      | Чойр      |
| 3    | Шивееговь | 857,55      | 3500      | Шивееговь |

## Транспорт
Поруч з містом Чойр проходить трансмонгольська залізниця. Також з Улан-Батором з’єднує асфальтована дорога, рух не дуже сильний – по одній смузі в кожну сторону.